# OS X v10.10
OS X v10.10 Yosemite é a décima primeira versão do OS X, sistema operacional para Mac. OS X Yosemite foi anunciado e liberado para desenvolvedores em 2 de junho de 2014, na WWDC. O sistema foi liberado de graça para todos os usuarios de Mac no dia 16 de outubro de 2014, por download na App Store. 
Seguindo a mudança no esquema de nomenclatura apresentado com o OS X Mavericks, Yosemite recebe seu nome a partir de um parque nacional localizado no estado da California.

## Testes com versões Beta
Yosemite foi parte do OS X Beta Program, um programa beta público, que permite aos usuários de Mac testarem novos recursos do sistema. O programa só aceitou o primeiro milhão de inscrições, sendo os inscritos obrigados a assinar um acordo de não divulgação.

## Requisitos do sistema
OS X Yosemite é compatível com todos os Macs que são capazes de rodar o OS X Mavericks, ou seja, que possuam pelo menos 2 GB de memória, 8 GB de espaço disponível e OS X Snow Leopard 10.6.8 ou superior. Isso inclui:
- iMac (Metade de 2007 ou mais recente)
- MacBook (Final de 2008, de alumínio, do início de 2009 ou mais recente)
- MacBook Pro (Metade/Final de 2007 ou mais recente)
- MacBook Air (Final de 2008 ou mais recente)
- Mac Mini (Início de 2009 ou mais recente)
- Mac Pro (Início de 2008 ou mais recente)
- Xserve (Início de 2009)